# Citizen Duane
Citizen Duane es una comedia dramática canadiense del año 2006, dirigida por Michael Mabbott y protagonizada por Vivica A. Fox, Douglas Smith, Devon Bostick, Donal Logue y Rosemary Dunsmore.

## Argumento
Después de perder las elecciones de su escuela ante su compañero de clases Chad Milton, Duane Balfour decide postularse para alcalde de su pequeña ciudad de Ridgeway, enfrentándose con la alcaldesa Kelly Milton, quien ha estado en el puesto durante un largo período de tiempo y es la abuela de Chad.

## Elenco
- Douglas Smith como Duane Balfour.
- Devon Bostick como Maurie Balfour.
- Jane McGregor como Molly Buckley.
- Donal Logue como Tío Bingo.
- Alberta Watson como Bonnie Balfour.
- Rosemary Dunsmore como Alcaldesa Kelly Milton.
- Vivica A. Fox como Miss Houston.
- Kevin Jubinville como Mort McQuillan.
- Nicholas Carella como Chad Milton.
- Scott Wickware como Mr. McNeil
- Alex Woods como Todd Rico.
- Andrew Corry como Cosmo.
- Lisa Ng como Julie.
- Daveed Louza como Techie.
- Joe Pingue como Vince Vaserelli.
- Peter Stebbings como el Ministro.
- Richard Waugh como Jim Clapperton.
- Jessica Holmes como Kim Vegas.